# Tony Weeden
Anthony L. Weeden Jr (ur. 25 lipca 1983 w Indianapolis) – amerykański koszykarz. Gra na pozycji rzucającego obrońcy lub rozgrywającego, obecnie zawodnik Mayrouba Club.
Jest brązowym medalistą mistrzostw Polski w koszykówce mężczyzn z 2010.
Karierę zaczynał w 2003. Przed przyjazdem do Polski występował głównie w Stanach Zjednoczonych oraz w Kanadzie. Zaliczył także epizod w Syrii. W 2007 roku podpisał kontrakt z Polpharmą Starogard Gdański. Sezon 2008/2009 zaczął w Śląsku Wrocław. Po wycofaniu klubu z PLK, Weeden przeszedł do Basketu Kwidzyn. W 2009 roku powrócił do Polpharmy.
W grudniu 2010, po meczu ligi A1 Ethniki, w jego organizmie wykryto niedozwolone środki dopingujące. W związku z tym został ukarany 6-miesięczną dyskwalifikacją, która trwała od 5 stycznia 2011 roku do 4 lipca 2011 roku.
21 sierpnia 2012 podpisał kontrakt z Anwilem Włocawek.
6 grudnia 2013 podpisał kontrakt ze Stabillem Jezioro Tarnobrzeg.

## Osiągnięcia
College
- Zaliczony do składów[4]:
  - All-Mid-Continent Newcomer Team (2004)
  - All-Mid-Con Conference Honorable Mention (2004)

Drużynowe
- Brązowy medalista mistrzostw Polski (2010)

Indywidualne
- Uczestnik:
  - meczu gwiazd PLK (2010, 2012)[5]
  - meczu gwiazd Mecz Polska – Gwiazdy PLK 2010
  - konkursu rzutów za 3 punkty (2012)[6]
- Nominowany do udziału w ABA All-Star Game (2006)[4]

## Statystyki podczas występów w PLK
| Sezon     | Drużyna   | M  | S5 | MPG   | FG% | 3P% | FT% | RPG | APG | SPG | BPG | PPG  |
| --------- | --------- | -- | -- | ----- | --- | --- | --- | --- | --- | --- | --- | ---- |
| 2007/2008 | Polpharma | 12 | 4  | 26:17 | 44% | 39% | 86% | 2,8 | 1,7 | 1,5 | 0,1 | 14,1 |
| 2008/2009 | Basket    | 23 | 20 | 27:59 | 42% | 33% | 80% | 1,7 | 1,4 | 1,1 | 0,2 | 14,1 |
| 2009/2011 | Polpharma | 36 | 36 | 21:05 | 42% | 36% | 71% | 2,7 | 2,2 | 1,5 | 0,1 | 15,5 |
| 2011/2012 | Polpharma | 20 | 12 | 24:56 | 42% | 41% | 61% | 2,6 | 3,2 | 0,9 | 0,1 | 15,4 |